# Division nationale (Schach) 2008/09
Die Division nationale (Schach) 2008/09 war die höchste Spielklasse der luxemburgischen Mannschaftsmeisterschaft im Schach.
Meister wurde De Sprénger Echternach, während sich der Titelverteidiger Le Cavalier Differdange mit dem vierten Platz begnügen musste. Aus der Promotion d'honneur waren der Schachklub Turm a Sprénger Matt Schëffleng sowie die zweite Mannschaft von Cercle d'échecs Dudelange aufgestiegen. Während Schëffleng den Klassenerhalt erreichte, musste Dudelanges zweite Mannschaft absteigen. Rein sportlich wäre Esch Rochade Reine zweiter Absteiger gewesen, da aber zur kommenden Saison nur ein Aufsteiger aus der Promotion d'honneur gemeldet wurde, erreichte Esch noch den Klassenerhalt. Zu den gemeldeten Mannschaftskadern siehe Mannschaftskader der Division nationale (Schach) 2008/09.

## Modus
Das Turnier war unterteilt in eine Vorrunde und eine Endrunde. Die acht teilnehmenden Mannschaften spielten zunächst ein einfaches Rundenturnier. Die ersten Vier spielten im Poule Haute um den Titel, die letzten vier im Poule Basse gegen den Abstieg. Über die Platzierung entschied zunächst die Summe der Mannschaftspunkte (2 Punkte für einen Sieg, 1 Punkt für ein Unentschieden, 0 Punkte für eine Niederlage), anschließend die Zahl der Brettpunkte (3 Punkte für einen Sieg, 2 Punkte für ein Remis, 1 Punkt für eine Niederlage, 0 Punkte für einen kampflose Niederlage). Für die Endplatzierung wurden sowohl die Punkte aus der Vorrunde als auch die Punkte aus der Endrunde berücksichtigt.

## Spieltermine
Die Wettkämpfe wurden ausgetragen am 28. September, 12. und 26. Oktober, 30. November, 14. Dezember 2008, 25. Januar, 1. und 15. Februar, 8. und 29. März 2009.

## Vorrunde
Das Teilnehmerfeld erwies sich als eine Zweiklassen-Gesellschaft, so dass die Einteilung der Endrunden schon vorzeitig feststand. Die Mannschaften, die sich für den Poule Haute qualifizierten, gewannen alle ihre Wettkämpfe gegen die Mannschaften, die sich für den Poule Basse qualifizierten.
Sowohl im Titelkampf als auch im Abstiegskampf waren bereits Vorentscheidungen gefallen. Der Tabellenführer De Sprénger Echternach hatte drei Punkte Vorsprung auf den Zweitplatzierten Gambit Bonnevoie, am anderen Ende der Tabelle hatte die zweite Mannschaft von Cercle d'échecs Dudelange drei Punkte Rückstand auf den rettenden sechsten Platz, der Rückstand von Esch Rochade Reine betrug sogar fünf Punkte.

### Abschlusstabelle
| Pl. | Verein                                         | Sp | G | U | V | MP   | Brett-P. |
| --- | ---------------------------------------------- | -- | - | - | - | ---- | -------- |
| 01. | De Sprénger Echternach                         | 7  | 7 | 0 | 0 | 14:0 | 140      |
| 02. | Gambit Bonnevoie                               | 7  | 5 | 1 | 1 | 11:3 | 129      |
| 03. | Cercle d'échecs Dudelange I. Mannschaft        | 7  | 4 | 2 | 1 | 10:4 | 123      |
| 04. | Le Cavalier Differdange I. Mannschaft (M)      | 7  | 4 | 1 | 2 | 9:5  | 118      |
| 05. | Le Cavalier Differdange II. Mannschaft         | 7  | 2 | 1 | 4 | 5:9  | 98       |
| 06. | Schachklub Turm a Sprénger Matt Schëffleng (N) | 7  | 2 | 1 | 4 | 5:9  | 95       |
| 07. | Cercle d'échecs Dudelange II. Mannschaft (N)   | 7  | 1 | 0 | 6 | 2:12 | 97       |
| 08. | Esch Rochade Reine                             | 7  | 0 | 0 | 7 | 0:14 | 87       |

### Entscheidungen
|     | Teilnehmer am Poule Haute: De Sprénger Echternach, Gambit Bonnevoie, Cercle d'échecs Dudelange I. Mannschaft, Le Cavalier Differdange I. Mannschaft                         |
|     | Teilnehmer am Poule Basse: Le Cavalier Differdange II. Mannschaft, Schachklub Turm a Sprénger Matt Schëffleng, Cercle d'échecs Dudelange II. Mannschaft, Esch Rochade Reine |
| (M) | Meister der letzten Saison |
| (N) | Aufsteiger der letzten Saison |

### Kreuztabelle
| Ergebnisse | Ergebnisse                                 | 01. | 02. | 03. | 04. | 05. | 06. | 07. | 08. |
| ---------- | ------------------------------------------ | --- | --- | --- | --- | --- | --- | --- | --- |
| 01.        | De Sprénger Echternach                     |     | 20  | 17  | 18  | 23  | 20  | 18  | 24  |
| 02.        | Gambit Bonnevoie                           | 12  |     | 16  | 18  | 22  | 21  | 20  | 20  |
| 03.        | Cercle d'échecs Dudelange I. Mannschaft    | 15  | 16  |     | 14  | 18  | 22  | 21  | 17  |
| 04.        | Le Cavalier Differdange I. Mannschaft      | 14  | 14  | 14  |     | 19  | 20  | 19  | 18  |
| 05.        | Le Cavalier Differdange II. Mannschaft     | 9   | 10  | 14  | 12  |     | 16  | 17  | 20  |
| 06.        | Schachklub Turm a Sprénger Matt Schëffleng | 12  | 11  | 10  | 12  | 16  |     | 17  | 17  |
| 07.        | Cercle d'échecs Dudelange II. Mannschaft   | 14  | 12  | 8   | 13  | 15  | 15  |     | 20  |
| 08.        | Esch Rochade Reine                         | 7   | 12  | 15  | 14  | 12  | 15  | 12  |     |

## Endrunde

### Poule Haute
Echternach ging mit drei Punkten Vorsprung in den Poule Haute und stand nach zwei Siegen schon vor der letzten Runde als Meister fest.

#### Abschlusstabelle
| Pl. | Verein                                    | Sp | G | U | V | MP   | Brett-P. |
| --- | ----------------------------------------- | -- | - | - | - | ---- | -------- |
| 01. | De Sprénger Echternach                    | 10 | 9 | 0 | 1 | 18:2 | 194      |
| 02. | Gambit Bonnevoie                          | 10 | 7 | 1 | 2 | 15:5 | 175      |
| 03. | Cercle d'échecs Dudelange I. Mannschaft   | 10 | 5 | 2 | 3 | 12:8 | 165      |
| 04. | Le Cavalier Differdange I. Mannschaft (M) | 10 | 5 | 1 | 4 | 11:9 | 165      |

#### Entscheidungen
|     | Luxemburgischer Meister: De Sprénger Echternach |
| (M) | Meister der letzten Saison                      |

#### Kreuztabelle
| Ergebnisse | Ergebnisse                              | 01. | 02. | 03. | 04. |
| ---------- | --------------------------------------- | --- | --- | --- | --- |
| 01.        | De Sprénger Echternach                  |     | 14  | 22  | 18  |
| 02.        | Gambit Bonnevoie                        | 17  |     | 13  | 16  |
| 03.        | Cercle d'échecs Dudelange I. Mannschaft | 10  | 19  |     | 13  |
| 04.        | Le Cavalier Differdange I. Mannschaft   | 14  | 15  | 18  |     |

### Poule Basse
Nach der Vorrunde waren Schëffleng und Differdanges zweite Mannschaft schon fast gerettet, und diese gute Ausgangsposition ließen sie sich nicht mehr aus der Hand nehmen. Esch gab den letzten Platz an Dudelanges zweite Mannschaft und entging damit dem Abstieg, da in der kommenden Saison ein Platz in der Division nationale frei wurde.

#### Abschlusstabelle
| Pl. | Verein                                         | Sp | G | U | V | MP   | Brett-P. |
| --- | ---------------------------------------------- | -- | - | - | - | ---- | -------- |
| 05. | Schachklub Turm a Sprénger Matt Schëffleng (N) | 10 | 4 | 1 | 5 | 9:11 | 149      |
| 06. | Le Cavalier Differdange II. Mannschaft         | 10 | 3 | 2 | 5 | 8:12 | 148      |
| 07. | Esch Rochade Reine                             | 10 | 2 | 1 | 7 | 5:15 | 137      |
| 08. | Cercle d'échecs Dudelange II. Mannschaft (N)   | 10 | 1 | 0 | 9 | 2:18 | 131      |

#### Entscheidungen
|     | Absteiger in die Promotion d'honneur: Cercle d'échecs Dudelange II. Mannschaft |
| (N) | Aufsteiger der letzten Saison                                                  |

#### Kreuztabelle
| Ergebnisse | Ergebnisse                                 | 05. | 06. | 07. | 08. |
| ---------- | ------------------------------------------ | --- | --- | --- | --- |
| 05.        | Schachklub Turm a Sprénger Matt Schëffleng |     | 20  | 15  | 19  |
| 06.        | Le Cavalier Differdange II. Mannschaft     | 12  |     | 16  | 22  |
| 07.        | Esch Rochade Reine                         | 16  | 16  |     | 18  |
| 08.        | Cercle d'échecs Dudelange II. Mannschaft   | 13  | 9   | 12  |     |

## Die Meistermannschaft
| 1.            | De Sprénger Echternach |
| Schachfiguren | Igor Khenkin, Alexander Berelowitsch, Robert Hübner, Slim Belkhodja, Yuri Boidman, Michael Wiedenkeller, Ludger Körholz, Claude Wagener, Serge Brittner, Boris Prizker, Michael Trauth, Gerd Gnichtel, Axel Doison, Marina Boidman, Frank Wilger, Paul Corbin, Paul Oberweis. |